# WZ-111
WZ-111 — китайський дослідний важкий танк. У 1960-х був випущений один дослідний танк і кілька дослідних шасі. На озброєнні не перебував.

## Історія виробництва
WZ-111 був створений після початку програми з оновлення танкового парку НВАК на заміну радянським танкам ІС-2 та ІС-3, він створювався з вузлів цих танків як аналог Т-10. Цей проєкт виявився невдалим через важку й тісну башту, недостатню жорсткість корпусу та слабкий двигун.
Ці недоліки виправити не вдалося, тому 1964 року розробку танка закрили. До цього пройшли інтенсивні пробігові випробування машини, що була повноцінним бронекорпусом і шасі WZ-111, на дах якої замість вежі була встановлена рубка з плоских сталевих листів. Він зберігся до наших днів і знаходиться в музеї бронетехніки НВАК.

## У масовій культурі

### У іграх
- WZ-111 присутній в іграх World of Tanks і World of Tanks Blitz